# Associazione Sportiva Dilettante Pro Sambonifacese 1921
Maillots
L’Associazione Sportiva Dilettante Pro Sambonifacese 1921 est un club de football de la ville de San Bonifacio, dans la province de Vérone, en Vénétie. Le club évolue actuellement en Prima Categoria Veneto (D7).

## Historique
Le club a été fondé en 1921 et, en 1927, il s'est inscrit pour la première fois le championnat de troisième division. En 1930, il est promu dans le championnat de deuxième division et remporte une Coppa Veneta.

## Changements de nom
- 1921-1939 : Associazione Sportiva Sambonifacese
- 1939-1942 : Gruppo Sportivo Fascista Sambonifacese
- 1942-1943 : Polisportiva Sambonifacese
- 1943-1974 : Associazione Calcio Sambonifacese
- 1974-1982 : Associazione Calcio FER Sambonifacese
- 1982-1989 : Associazione Calcio Sambonifacese
- 1989-2005 : Associazione Sambonifacese Don Bosco
- 2005-2008 : Associazione Sportiva Dilettantistica Sambonifacese
- 2008-2020 : Associazione Calcio Sambonifacese
- 2020- : Associazione Sportiva Dilettante Pro Sambonifacese 1921